# Arthur Greenslade
Arthur Greenslade (Northfleet, 4 maggio 1923 – Sydney, 27 novembre 2003) è stato un direttore d'orchestra, arrangiatore, pianista, compositore e direttore musicale inglese attivo nella musica pop tra gli anni cinquanta e i novanta.
Negli anni sessanta e settanta si cimentò spesso anche nel rock e nel soul. Rappresenta la vecchia scuola di arrangiatori e direttori musicali maturati nel periodo d'oro delle dance band britanniche degli anni trenta.
Tra gli ambienti più importanti in cui diresse un'orchestra vi sono l'anfiteatro Hollywood Bowl di Los Angeles  e la Carnegie Hall di New York. Nel corso della carriera collaborò anche alle musiche di alcune produzioni televisive e cinematografiche.

## Biografia

### Inizi
Prese le prime lezioni di piano a quattro anni e a sedici entrò in un gruppo musicale semi-professionale. Iniziò la carriera professionale come session man in alcune dance band che suonavano musica da ballo con blande influenze di jazz. Ebbe tra i primi direttori di tali orchestrine Cyril Stapleton e Vic Lewis, nomi diventati famosi nel secondo dopoguerra a livello nazionale. In questo periodo maturò le sue doti di arrangiatore che lo avrebbero reso famoso. Greenslade ottenne maggiore popolarità quando entrò come pianista nella Oscar Rabin Band, che era in quel periodo una delle orchestre più importanti del quotato programma radiofonico della BBC Go Man Go.

### Il successo
Fondò quindi la propria prima band, gli Arthur Greenslade & the G-Men, con i quali fu ospite alla trasmissione Saturday Club della BBC tra il 1963 e il 1966. Risalgono ad inizio anni sessanta le sue prime incisioni discografiche in qualità di pianista accompagnatore. Eseguì quindi i suoi primi arrangiamenti e verso la fine del decennio iniziò l'attività di direttore d'orchestra. Tra i principali musicisti con i quali collaborò in questa fase della carriera vi furono Tom Jones, Engelbert Humperdinck, Johnny Mathis, Billy Fury e Dusty Springfield.

### La parentesi rock e i progressi come arrangiatore
Negli anni sessanta e settanta si alternò spesso nei ruoli di arrangiatore, direttore d'orchestra e pianista rock, attività quest'ultima che lo vide partecipare a produzioni di alto livello. Ebbe la fiducia di produttori e case discografiche in virtù della facilità con cui assimilò la musica rock e della sua età ormai matura rispetto alle emergenti giovanissime rock-star. Nel 1960 fu pianista nella formazione di Sound of Fury, grande album di esordio del cantante di rock and roll Billy Fury. Come session man suonò il piano in Kinks, album di esordio nel 1964 della rock-band The Kinks, malgrado avesse già 41 anni e i membri della band fossero dei ventenni.
Tra i produttori conosciuti negli anni sessanta vi erano dei violinisti professionisti, che gli insegnarono ad arrangiare per strumenti a corda, una specialità che non aveva ancora sperimentato. Imparò alla svelta e ciò gli fu utile per essere scritturato in diversi progetti. Il suo primo arrangiamento fu per l'interpretazione di Ray Bennett di una canzone di Steve Lawrence. Il brano non ebbe successo ma il suo lavoro fu apprezzato da alcuni produttori. Si fece in breve esperienza e maturò nel campo dell'arrangiamento grande personalità, dimostrando intuito e tatto sia nel rapporto con i produttori che in quello con musicisti di alto livello. Entusiasta della possibilità di creare arrangiamenti con orchestre formate da molti strumenti ad arco, scoprì nuovi lati appassionanti della professione. In qualità di direttore musicale, Greenslade si specializzò nel valorizzare i prodotti dei suoi clienti approfondendo anche la conoscenza dei prodotti della concorrenza.
Ebbe anche un importante ruolo nella diffusione della British Invasion come direttore musicale negli album Them Featuring Van Morrison dei Them di Van Morrison, New Masters di Cat Stevens e The Look of Love di Dusty Springfield. Il successo della musica britannica all'estero richiamò a Londra produttori ed artisti di tutto il mondo e Greenslade, ormai famoso, ebbe l'opportunità di ampliare la sua cerchia di conoscenze ed ottenere nuovi ingaggi di rilievo. Fu in questo periodo che conobbe il poeta e musicista statunitense Rod McKuen, con il quale avrebbe intensamente collaborato.
Grande successo commerciale ebbe nel 1966 la versione pop di Chris Farlowe del brano dei Rolling Stones Out of Time, per la quale Greenslade fece gli arrangiamenti ed il direttore dell'accompagnamento orchestrale. Gli stessi Rolling Stones avrebbero interpretato la sua versione orchestrale del brano nella raccolta Metamorphosis del 1975. Tali successi furono possibili grazie all'ottimo rapporto che Greenslade ebbe con Andrew Loog Oldham, il produttore degli Stones.

### Collaborazioni varie
- Altri importanti brani in cui collaborò sono Goldfinger e Send in the Clowns di Shirley Bassey, I Believe di The Bachelors, Je t'aime... moi non plus di Serge Gainsbourg e Jane Birkin, e Never Never Never, la interpretazione di Shirley Bassey del brano di Mina Grande, grande, grande. Altre collaborazioni di rilievo furono quelle con Kiki Dee, Sylvie Vartan, Petula Clark, Georgie Fame, Del Shannon, Françoise Hardy, Johnny Hallyday("Je l'aime",Si tout change"-1966/"Mon fils","J'ai crié à la nuit","C'est mon imagination",Je n'ai jamais rien demandé"-1967,Claude François("Toute la vie","N'est-ce pas étrange?",1967) Genesis, The Kinks,[3] ABBA, Diana Ross[1] e David Bowie, che accompagnò con la propria orchestra nella prima delle sessioni radiofoniche alla BBC del cantante inglese.[4] Fu per diversi anni direttore musicale di Engelbert Humperdinck e Shirley Bassey.

### Fine carriera
Negli ultimi anni di carriera lavorò assiduamente con il poeta e cantante di musica easy listening Rod McKuen, per il quale scrisse centinaia di arrangiamenti sia per i dischi che per le musiche di produzioni televisive e cinematografiche. Per continuare le collaborazioni con McKuen si trasferì con la moglie in Australia, dove morì nel 2003.

## Discografia
Album accreditati a Arthur Greenslade & His Orchestra:
- 1974: Play the Best of Abba
- 1980: Arthur Greenslade Orchestra, Vol. 1
- 1995: Country Strings

## Contributi in televisione
- 1976 - Direttore musicale per 6 episodi della serie televisiva britannica The Shirley Bassey Show
- 1979 - Direttore musicale per 4 episodi della serie televisiva britannica The Marti Caine Show
- 1980 - Direttore musicale per 1 episodio della serie televisiva britannica Lena

## Contributi al cinema
- 1968 - Direttore d'orchestra, direttore musicale e arrangiatore per la musica di Rod McKuen nel film Joanna
- 1969 - Compositore di alcune musiche del film Arthur! Arthur!
- 1969 - Direttore d'orchestra, direttore musicale e arrangiatore per la musica di Rod McKuen nel film La strana voglia di Jean
- 1971 - Direttore d'orchestra e arrangiatore per la musica di Rod McKuen nel film L'ultimo eroe del West